# ΔP
ΔP (دلتا P) هو مصطلح رياضي يستخدم لتوضيح التغيير (Δ) في الضغط (P).

## استخداماته

### معادلة دارسي–وايزباخ
تستخدم معادلة دارسي–وايزباخ —بالنظر إلى أن رئيس فقدان ساعة ويعبر عن ضغط فقدان Δp ارتفاع عمود السائل ،
{\displaystyle }
حيث ρ هو كثافة السوائل, دارسي–Weisbach المعادلة يمكن أيضا أن تكون مكتوبة من حيث فقدان الضغط:
{\displaystyle }

### الرئة الامتثال
في عام، الامتثال هو تعريف التغير في حجم (ΔV) مقابل يرتبط التغير في الضغط (ΔP)، أو ΔV/ΔP. خلال التهوية الميكانيكية, الامتثال يمكن أن يتأثر 3 مفتاح العوامل الفسيولوجية:
1. الرئة الامتثال
2. جدار الصدر الامتثال
3. مقاومة مجرى الهواء

الرئة الامتثال يتأثر بمجموعة متنوعة من الابتدائي تشوهات الرئة حمة، سواء المزمن والحاد. مقاومة مجرى الهواء عادة بنسبة تشنج قصبي و إفرازات الشعب الهوائية. جدار الصدر الامتثال يمكن أن يكون بنسبة ثابتة تشوهات (مثل تقوس، السمنة المفرطة) أو أكثر من متغير مشاكل مدفوعا المريض التحريض حين أنبوب.
حساب الامتثال دقيقة حجم (VE: ΔV دائما يحددها حجم المد والجزر (تر)، ولكن ΔP مختلفة لقياس ديناميكية مقابل ثابتة الامتثال.

#### ديناميكية الامتثال (جdyn)
{\displaystyle }
حيث PIP = ذروة الشهيق الضغط (الضغط الأقصى خلال الإلهام), و زقزقة = الإيجابية نهاية الزفير الضغط. التعديلات في مقاومة مجرى الهواء, الامتثال الرئة وجدار الصدر الامتثال تأثير جdyn.

#### ثابت الامتثال (جstat)
{\displaystyle }
حيث Pبلات = الهضبة الضغط. Pبلات تقاس في نهاية استنشاق قبل زفير باستخدام الشهيق عقد المناورة. خلال هذه المناورة، تدفق الهواء هو عابر (~0.5 ثانية) وقفها، الذي يزيل آثار مقاومة مجرى الهواء. Pبلات أبدا > بيب و هو عادة < 3-5 cmH2O أقل من نقطة عند مقاومة مجرى الهواء الطبيعي.

## وصلات خارجية
- دلتا P, الغوص الضغط الخطر